# V. Zimske olimpijske igre – St. Moritz 1948.
V. Zimske olimpijske igre su održane1948. godine u St. Moritzu, u Švicarskoj. Bile su to druge ZOI u tom gradu, nakon Zimskih olimpijskih igara 1928.
Nakon stanke od punih 12 godina uzrokovane Drugim svjetskim ratom Zimske olimpijske igre su doživjele novo izdanje. Zbog još svježih ratnih uspomena obje Njemačke te Japan su zamoljeni da ne sudjeluju na Igrama.
U program igara je uvršteno natjecanje u skeletonu, športu koji će se sljedeći put na ZOI održati tek na Igrama u Solt Lake City-ju 2002.
U natjecateljskom programu su se istaknuli sljedeći pojedinci i momčadi:
- Samo su dva natjecatelja uspjela osvojiti zlato u više disicplina: po dva zlata su osvojili alpski skijaš Henri Oreiller iz Francuske te trkač na skijama Martin Lundström iz Švedske.
- Umjetničkim klizanjem su dominirali natjecatelji iz Sjeverne Amerike. Kod žena je pobijedila Barbara Ann Scott iz Kanade, a kod muškaraca Dick Button iz SAD-a.
- Predstavnici Norveške su osvojili sve tri medalje u skijaškim skokovima.

## Popis športova
| - alpsko skijanje - bob - brzo klizanje - hokej na ledu - umjetničko klizanje |  | - nordijsko skijanje: - skijaško trčanje - nordijska kombinacija - skeleton - skijaški skokovi |

Pokazni športovi bili su vojna ophodnja (šport sličan biatlonu) te zimski petoboj (šport koji uključuje alpsko skijanje, skijaško trčanje, mačevanje, streljaštvo i konjički šport).

## Popis podjele medalja
(Medalje domaćina posebno istaknute)
| Zimske olimpijske igre St. Moritz 1948. | Zimske olimpijske igre St. Moritz 1948. | Zimske olimpijske igre St. Moritz 1948. | Zimske olimpijske igre St. Moritz 1948. | Zimske olimpijske igre St. Moritz 1948. | Zimske olimpijske igre St. Moritz 1948. |
| --------------------------------------- | --------------------------------------- | --------------------------------------- | --------------------------------------- | --------------------------------------- | --------------------------------------- |
| Plasman                                 | Država                                  | Zlato                                   | Srebro                                  | Bronca                                  | Ukupno                                  |
| 1                                       | Norveška                                | 4                                       | 3                                       | 3                                       | 10                                      |
| 1                                       | Švedska                                 | 4                                       | 3                                       | 3                                       | 10                                      |
| 3                                       | Švicarska                               | 3                                       | 4                                       | 3                                       | 10                                      |
| 4                                       | SAD                                     | 3                                       | 4                                       | 2                                       | 9                                       |
| 5                                       | Francuska                               | 2                                       | 1                                       | 2                                       | 5                                       |
| 6                                       | Kanada                                  | 2                                       | 0                                       | 1                                       | 3                                       |
| 7                                       | Austrija                                | 1                                       | 3                                       | 4                                       | 8                                       |
| 8                                       | Finska                                  | 1                                       | 3                                       | 2                                       | 6                                       |
| 9                                       | Belgija                                 | 1                                       | 1                                       | 0                                       | 2                                       |
| 10                                      | Italija                                 | 1                                       | 0                                       | 0                                       | 1                                       |
| 11                                      | Čehoslovačka                            | 0                                       | 1                                       | 0                                       | 1                                       |
| 11                                      | Mađarska                                | 0                                       | 1                                       | 0                                       | 1                                       |
| 13                                      | Velika Britanija                        | 0                                       | 0                                       | 2                                       | 2                                       |
|                                         |                                         |                                         |                                         |                                         |                                         |
| Ukupno                                  | Ukupno                                  | 22                                      | 24                                      | 22                                      | 68                                      |